# Дзялдово (гміна)
Гмі́на Дзялдо́во (пол. Gmina Działdowo) — сільська гміна у північній Польщі. Належить до Дзялдовського повіту Вармінсько-Мазурського воєводства.
Станом на 31 грудня 2011 у гміні проживало 9777 осіб.

## Територія
Згідно з даними за 2007 рік площа гміни становила 272.77 км², у тому числі:
- орні землі: 74.00%
- ліси: 17.00%

Таким чином, площа гміни становить 28.29% площі повіту.

## Населення
Станом на 31 грудня 2011:
| Опис     | Загалом | Загалом | Чоловіки | Чоловіки | Жінки | Жінки |
| -------- | ------- | ------- | -------- | -------- | ----- | ----- |
| одиниця  | осіб    | %       | осіб     | %        | осіб  | %     |
| все      | 9777    | 100     | 4929     | 50.41    | 4848  | 49.59 |
| міське   | 0       | 100     | 0        |          | 0     |       |
| сільське | 9777    | 100     | 4929     | 50.41    | 4848  | 49.59 |

## Сусідні гміни
Гміна Дзялдово межує з такими гмінами: Дзялдово, Домбрувно, Ілово-Осада, Козлово, Кучборк-Осада, Ліповець-Косьцельни, Плосьниця, Рибно.